# Конвой № 1312
Конвой № 1312 — невеликий японський конвой часів Другої світової війни, проведення якого відбувалось у липні — серпні 1943 року.
Місцем призначення конвою був Рабаул — головна база в архіпелазі Бісмарка, з якої японці провадили операції на Соломонових островах та сході Нової Гвінеї. Вихідним пунктом при цьому став атол Трук (нині Чуук) у центральній частині Каролінських островів, де ще до війни була створена потужна база ВМФ.
До складу конвою № 1312 увійшли транспорти «Шоєй-Мару» (Shoei Maru) і «Такунан-Мару», тоді як охорону забезпечував торпедний човен «Хійодорі».
31 липня 1943 року кораблі вийшли з Труку та попрямували на південь. У цей період японські конвої до архіпелагу Бісмарка ще не стали цілями для авіації, проте на комунікаціях активно діяли підводні човни США. Утім, проходження конвою № 1312 відбулося без інцидентів і 4 серпня він прибув до Рабаула.